# Святой Альбин
Святой Альбин (Альбин из Анже; лат. Albinus , фр. Aubin d'Angers ; около 470, Ван — 1 марта 550, Анже) — католический святой, французский монах, аббат и епископ.

## Биография
Родился в благородной галло-римской семье. В 504 году вступил в орден и 25 лет был монахом, аббатом. Около 529 года, против своей воли, стал епископом в Анже (западная Франция) и принимал участие в поместных соборах в Орлеане в 538, 541 и 549 годах.
Святой Альбин боролся за улучшение нравов своей паствы, против инцеста, выступал в защиту бедных и заключённых. Якобы использовал церковные средства на освобождение заложников от пиратов.
Существует легенда, по которой святой Альбин однажды заступился перед королём франков Хильдебертом I за женщину по имени Этерия, которую бросили в тюрьму. Святой Альбин хотел освободить её и посетил узницу в тюрьме, охранник, пытавшийся воспрепятствовать ему, вдруг упал мёртвым у ног Альбина. Это так впечатлило короля, что тот позволил святому Альбину забрать женщину из тюрьмы.
Другая легенда рассказывает, что святой Альбин раз молился до глубокой ночи за мужчин, заключённых в тюремной башне Анже. Вдруг большой камень рухнул со стены, что позволило им бежать на свободу.
Похоронен в базилике Святого Петра в Анже. В 556 году была построена церковь, посвящённая ему, и тело святого Альбина было погребено в её склепе. Рядом с этой церковью возникло аббатство, названное Сент-Обен.
Существуют многие свидетельства древнего культа святого Альбина. Житие его написал Венанций Фортунат. Святой Григорий Турский также упоминал Альбина в своих сочинениях и отмечал, что культ этого святого после его смерти стал широко распространён. Позднее, в течение всего средневековья, святого Альбина почитали католики не только во Франции, но и в Германии, Англии и Польше.